# Campionati del mondo di ciclocross 2022 - Gara femminile Elite
La ventitreesima edizione della gara femminile Elite dei Campionati del mondo di ciclocross 2022 si svolse il 29 gennaio 2022 con partenza ed arrivo da Fayetteville, in Arkansas negli Stati Uniti d'America, su un percorso iniziale di 100 mt più un circuito di 3,1 km da ripetere 7 volte per un totale di 21,8 km. La vittoria fu appannaggio dell'olandese Marianne Vos, la quale terminò la gara in 55'00", alla media di 23,782 km/h, precedendo la connazionale Lucinda Brand e l'italiana Silvia Persico terza.
Partenza con 30 cicliste, delle quali 27 portarono a termine la competizione.

## Squadre partecipanti
| N.       | Cod. | Squadra     |
| -------- | ---- | ----------- |
| 1-2, 5-8 | NLD  | Paesi Bassi |
| 9-10     | ITA  | Italia      |
| 14-15    | BEL  | Belgio      |
| 16-22    | USA  | Stati Uniti |
| 26-29    | FRA  | Francia     |
| 30       | ESP  | Spagna      |
| 32       | GER  | Germania    |
| 33-36    | CAN  | Canada      |
| 37       | HUN  | Ungheria    |
| 38       | CZE  | Rep. Ceca   |
| 39       | IRL  | Irlanda     |

## Ordine d'arrivo (Top 10)
| Pos. | Corridore                  | Squadra     | Tempo   |
| ---- | -------------------------- | ----------- | ------- |
| 1    | Marianne Vos               | Paesi Bassi | 55'00"  |
| 2    | Lucinda Brand              | Paesi Bassi | a 1"    |
| 3    | Silvia Persico             | Italia      | a 51"   |
| 4    | Ceylin del Carmen Alvarado | Paesi Bassi | a 1'04" |
| 5    | Yara Kastelijn             | Paesi Bassi | a 1'05" |
| 6    | Manon Bakker               | Paesi Bassi | s.t.    |
| 7    | Maghalie Rochette          | Canada      | a 1'39" |
| 8    | Hélène Clauzel             | Francia     | a 1'59" |
| 9    | Inge van der Heijden       | Paesi Bassi | s.t.    |
| 10   | Sanne Cant                 | Belgio      | a 2'12" |